# La dinastia
La dinastia è un romanzo storico di Andrea Frediani pubblicato il 3 maggio 2012. Racconta la storia in forma romanzata della prima dinastia imperiale.

## Trama
30 a.C. Il giovane Ottaviano, reduce dalla vittoria di Azio, si macchia di un atroce delitto contro il suo stesso sangue, uccidendo suo fratello nonché figlio naturale di Gaio Giulio Cesare e della regina d'Egitto Cleopatra, attirando su di sé una maledizione che segnerà il destino dell'intera stirpe dei Giulio-Claudi. 
Né lui né i suoi eredi avranno mai pace, travolti dalla brama di potere e decimati nel tempo da malattie, congiure e lotte intestine. Con il passare degli anni, quella che era sembrata solo una vaga minaccia assume infatti i contorni di una terribile profezia: la sorte si accanisce contro la dinastia fondata da Ottaviano, divenuto nel frattempo imperatore con il nome di Augusto, e ogni erede prescelto a succedergli muore in circostanze misteriose. Alla sua corte si susseguono scandali e intrighi per stabilire quale ramo della famiglia prenderà il sopravvento che porterà ad una faida senza fine, che continuerà ad avvelenare anche il regno di Tiberio, figliastro di Augusto, portando altre morti, cospirazioni e omicidi. Il successore, Caligola, si rivelerà ben presto inadeguato al grande compito: i suoi eccessi semineranno malcontento e terrore. Quando in seguito subentrerà il debole Claudio, vittima delle trame di potenti liberti e di donne ambiziose, né i senatori né i pretoriani sono in grado di fermare Agrippina, la quale riuscirà ad imporre sul trono il figlio Nerone, con cui si estingue la casata imperiale. 
Tra scandali sessuali, tradimenti e complotti, Andrea Frediani racconta tutti i retroscena più oscuri e perversi della dinastia che ha creato l'impero romano e che, nell'arco di un secolo e in un crescendo di follia e abiezione, ha conosciuto una rapida ascesa e un bruciante declino.

## Edizioni
- Andrea Frediani, La dinastia, Newton Compton Editori, 24 aprile 2013,  p. 801, ISBN 978-88-541-5027-0.
- Andrea Frediani, La dinastia, collana Gli Insuperabili, tascabile, Newton Compton Editori, 21 febbraio 2014,  p. 800, ISBN 978-88-541-6560-1.